# Norbert Dürpisch
Norbert Dürpisch (Genthin, 29 de mayo de 1952) es un deportista de la RDA que compitió en ciclismo en la modalidad de pista, especialista en las pruebas de persecución.
Ganó cuatro medallas en el Campeonato Mundial de Ciclismo en Pista entre los años 1975 y 1978.
Participó en los Juegos Olímpicos de Montreal 1976, ocupando el cuarto lugar en la prueba de persecución por equipos.

## Medallero internacional
| Campeonato Mundial | Campeonato Mundial        | Campeonato Mundial | Campeonato Mundial          |
| Año                | Lugar                     | Medalla            | Competición                 |
| ------------------ | ------------------------- | ------------------ | --------------------------- |
| 1975               | Rocourt (Bélgica)         | Medalla de bronce  | Persecución por equipos (A) |
| 1977               | San Cristóbal (Venezuela) | Medalla de oro     | Persecución individual (A)  |
| 1977               | San Cristóbal (Venezuela) | Medalla de oro     | Persecución por equipos (A) |
| 1978               | Múnich (RFA)              | Medalla de plata   | Persecución individual (A)  |